# 박성완 (축구인)
박성완(한국 한자: 朴晟完, 1981년 6월 30일 ~ )은 대한민국의 전 축구 선수이며, 포지션은 골키퍼였다.